# Алис Ејкерс (Тексас)
Алис Ејкерс (енгл. Alice Acres) насељено је место без административног статуса у америчкој савезној држави Тексас.

## Демографија
По попису из 2010. године број становника је 490, што је 1 (-0,2%) становника мање него 2000. године.
| Група             | 2000.       | 2010.       |
| Белци             | 25 (5,1%)   | 24 (4,9%)   |
| Афроамериканци    | 0 (0,0%)    | 2 (0,4%)    |
| Азијати           | 0 (0,0%)    | 0 (0,0%)    |
| Хиспаноамериканци | 466 (94,9%) | 452 (92,2%) |
| Укупно            | 491         | 490         |